# Nave-mãe
Nave-mãe é um grande veículo que lidera, serve ou carrega outros menores, sejam eles navios, aeronaves ou naves espaciais.
Exemplos incluem bombardeiros usados para carregar aviões experimentais a altitudes onde eles possam conduzir pesquisas (como um B-52 Stratofortress, que pode carregar um North American X-15), ou embarcações que carregam submarinos a uma área do oceano a ser explorada (como o Atlantis II, que pode carregar um DSV Alvin).

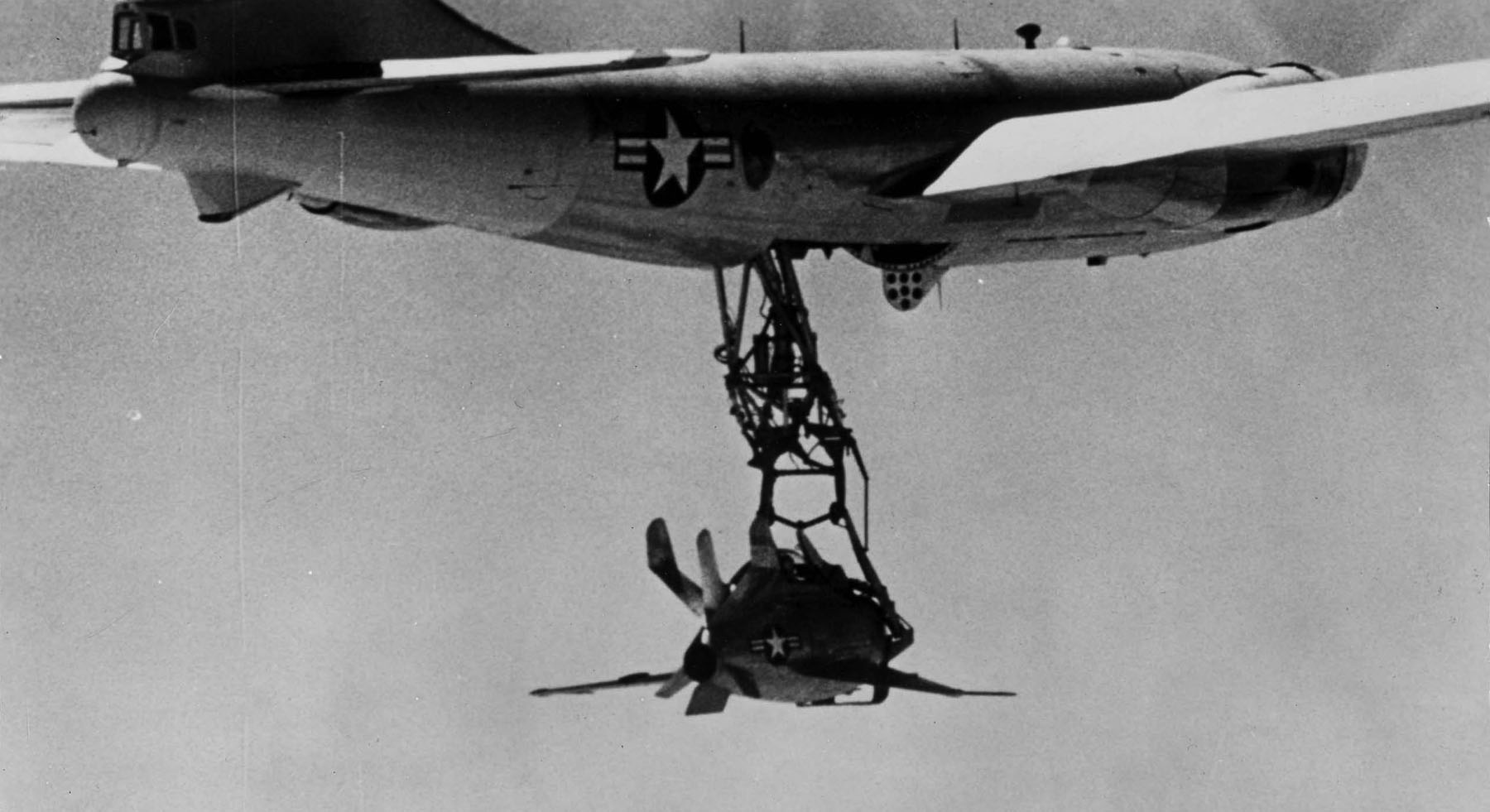
Um Boeing EB-29, nave-mãe, transportando um McDonnell XF-85 Goblin.